# Semiothisa olivata
Semiothisa olivata là một loài bướm đêm trong họ Geometridae.